# Дешково (хутор, Тверская область)
Дешково — опустевший хутор в Андреапольском городском округе Тверской области.

## География
Находится в западной части Тверской области на расстоянии приблизительно 14 км на запад-северо-запад по прямой от города Андреаполь к западу от одноименной деревни.

## История
Хутор был отмечен (тогда Кочедыново) на карте 1939 года как поселение с 9 дворами. До 2019 года входил в Торопацкое сельское поселение Андреапольского района до их упразднения.

## Население
Численность населения не была учтена как в 2002 году, так и в 2010.